# Grupo Emes
El Grupo Emes, originalmente llamado Grupo Dolphin, es un grupo inversor privado de la República Argentina, fundado en 1989 por Marcelo Mindlin. El grupo está estrechamente vinculado al holding Pampa Energía, también controlado por Marcelo Mindlin, y se ha convertido en uno de los principales conglomerados argentinos en las primeras décadas del siglo XXI, con empresas en la construcción, (contratista del Estado a través de SACDE), energía, gas, petróleo, transporte aéreo, finanzas y seguros. En marzo de 2017, el grupo, conformado por Marcelo Mindlin, Damián Mindlin, Gustavo Mariani, adquirió un paquete accionario que incluía a IECSA, Creaurban, Fidus SGR, concesiones viales y minera Geometales, Edenor, Grupo Orígenes, Emes Air, TGS, etc.
El Grupo Emes fue considerado como uno de los principales conglomerados del proceso de cartelización de la energía en Argentina. También fue denunciado por el diputado peronista Felipe Solá, de mantener relaciones ilegítimas con el presidente y exjefe de gobierno de la ciudad, Mauricio Macri. Aun así, se debe destacar que los grupos accionistas de las empresas acusadas son distintos. En el caso de las empresas del grupo DESA, el proceso de aplicación de tarifas es liderado y aprobado por el Organismo de Control de la Energía Eléctrica de la provincia de Buenos Aires, mientras que en el caso de las empresas del Grupo Emes, lo hace el Ente Regulador de la Electricidad.

## Historia
El grupo Emes fue fundado por Marcelo Mindlin en 1989, con el nombre de Grupo Dolphin.
Durante la década de 1990 se mantuvo asociado con el grupo IRSA, empresa argentina líder en centros comerciales y proyectos inmobiliarios del país, liderado por Eduardo Elsztain.
En el año 1994, Grupo Emes participó en la organización y administración de un grupo de inversión que adquirió en forma privada el 88 % de Cresud, la única empresa agrícola que cotiza en la Bolsa de Comercio de Buenos Aires. En 1999, el grupo tuvo participación en la privatización del Banco Hipotecario.
El 25 de noviembre de 2003, Mindlin anunció la decisión de renuncia a IRSA y su grupo adquirió autonomía asociado con el magnate estadounidense Joe Lewis, orientándose al negocio de la energía, el gas y el petróleo, con centro en las empresas Edenor y Transener. Lewis adquirió participación en Pampa Energía y National Grid de Gran Bretaña en Citelec, pasando a ser co-controlantes de Transener, importante compañía argentina en el transporte de energía eléctrica de alta tensión.
En junio de 2005, el Grupo Emes adquirió el 65 % del paquete accionario de Edenor. En marzo de 2017, el grupo, conformado por Marcelo Mindlin, Damián Mindlin, Gustavo Mariani y otros socios, adquirió un paquete accionario que incluía a IECSA, Creaurban, Fidus SGR, concesiones viales y minera Geometales, Emes Air, TGS, etc. Durante el mismo año, compraron por un millón de dólares una empresa inactiva que desde hacía décadas cotizaba en la Bolsa de Comercio de Buenos Aires: Frigorífico Pampa. Los socios la renombraron Pampa Holding y unificaron diferentes negocios del área energética.
En el año 2006 el grupo fundó la empresa CyCSA. En 2008, esta empresa pasó a conocerse como Pampa Energía, nombre que en la actualidad conserva.
En 2009, la empresa debutó en la Bolsa de valores de Nueva York. Además, adquirió el 100 % de Orígenes Seguros de Retiro y Ashmore Energy International (AEI) por 140 millones de dólares. Igualmente, como parte de la misma operación, Pampa adquirió la totalidad de la deuda en Obligaciones Negociables (ON) que AEI había comprado de CIESA por 136 millones de dólares. CIESA controlaba el 51 % de Transportadora de Gas del Sur (TGS), por lo tanto, una vez finalizado el proceso de reestructuración de su pasivo, Pampa Energía pasó a tener el co-control de TGS.

### Actualidad
En el año 2016, Joe Lewis vendió un gran porcentaje de las acciones que tenía en Pampa Energía, quedándose con un 2,4 % de participación. En mayo del mismo año, Pampa adquirió el 67,2 % de Petrobras Argentina, la ex Pérez Companc, por 892 millones de dólares. De acuerdo con la ley de mercado de capitales y con motivo de adquirir el paquete de control de Petrobras Argentina, Pampa lanzó una oferta a los tenedores minoritarios. Tras desembolsar efectivo y emitir acciones por casi 400 millones de dólares, en noviembre de 2016, Pampa alcanzó el 90 % de tenencia sobre Petrobras Argentina. En diciembre de ese mismo año, Pampa Energía absorbió el 10 % restante de Petrobras Argentina. El 16 de febrero de 2017, la Asamblea General Extraordinaria de Accionistas de Pampa resolvió aprobar la fusión con Petrobras Argentina. Desde ese entonces Pampa Energía controla el 92,98 % de las acciones con derecho a voto.
Además, en 2017, los cuatro socios del Grupo Emes volvieron al sector inmobiliario al adquirir un terreno al Banco Santander Río en uno de los sectores más exclusivos de la ciudad de Buenos Aires en Barrio Parque, Capital Federal, cercano al Museo de Arte Latinoamericano, para la construcción de viviendas de lujo.
También en 2017, el Grupo Emes adquirió de forma independiente el paquete accionario de ODS, que incluía a IECSA (principal empresa del Grupo Macri), Creaurban, Fidus SGR, concesiones viales y minera Geometales. La operación se concretó en el marco de una compulsa internacional organizada por el banco MBA-Lazard, donde participaron compañías nacionales e internacionales. Con la compra definida por el Grupo EMES, la constructora cambió su nombre a Sociedad Argentina de Construcción y Desarrollo Estratégico Sociedad Anónima (SACDE S.A.) y pasó a ser presidida por Damián Mindlin, quien también asumió el rol de CEO de la compañía y renovó todo el management.
Una investigación judicial llevada adelante por el fiscal Franco Picardi, como derivado del escándalo de corrupción del Caso Odebrecht, que involucró a IECSA, sostuvo la hipótesis a fines de 2018 que Calcaterra no había vendido realmente la empresa a Mindlin, permaneciendo como propietario en las sombras de la empresa, al integrar la firma offshore Emes Energía Argentina LLC, con sede en Delaware. Desde SACDE, se desmintió la acusación, declarando: “SACDE informa que el 100% del paquete accionario de la empresa pertenece a Marcelo Mindlin, Damián Mindlin, Gustavo Mariani, Ricardo Torres y otros inversores financieros minoritarios sin relación a los anteriores accionistas, quienes a través de la sociedad inversora Emes Energía Argentina adquirieron la totalidad de las acciones de la ex empresa IECSA, a través de la compra de todas las acciones de Latifer y ODS, el 16 de marzo de 2017. En consecuencia, la empresa niega rotundamente que algún integrante de la gestión anterior conserve acciones de la actual SACDE, ni en forma directa ni a través de alguna sociedad o persona jurídica como fue mencionado en algunos medios”.
Aunque aún no se llegó a una resolución judicial, muchos de los implicados fueron sobreseídos. En 2018, el juez federal Claudio Bonadio dictó la falta de mérito para Marcelo Mindlin en la llamada "causa de los cuadernos".

## Controversias
De acuerdo con algunas visiones periodísticas, el Grupo Emes fue considerado como uno de los principales conglomerados del proceso de cartelización de la energía en la Argentina. Además, fue denunciado por el diputado peronista Felipe Solá, de mantener relaciones ilegítimas con el presidente y exjefe de gobierno de la ciudad, Mauricio Macri. Sin embargo, los grupos accionistas de las empresas son distintas. En el caso de las empresas del grupo DESA, el proceso de aplicación de tarifas es liderado y aprobado por el Organismo de Control de la Energía Eléctrica de la provincia de Buenos Aires, mientras que en el caso de las empresas del Grupo Emes, lo hace el Ente Regulador de la Electricidad.